# 1983-as magyar asztalitenisz-bajnokság
Az 1983-as magyar asztalitenisz-bajnokság a hatvanhatodik magyar bajnokság volt. A bajnokságot március 4. és 6. között rendezték meg Budapesten, a Statisztika Marczibányi téri csarnokában.

## Eredmények
| Versenyszám  | Arany                                                           | Arany | Ezüst                                                     | Ezüst | Bronz | Bronz |
| ------------ | --------------------------------------------------------------- | ----- | --------------------------------------------------------- | ----- | --- | ----- |
| Férfi egyéni | Klampár Tibor Bp. Spartacus                                     |       | Gergely Gábor BVSC                                        |       | Molnár János Bp. SpartacusFrank Béla BVSC                                                                                        |       |
| Női egyéni   | Oláh Zsuzsa Statisztika Petőfi SC                               |       | Tihanyi Márta BSE                                         |       | Magos Judit Statisztika Petőfi SCSzabó Gabriella Statisztika Petőfi SC                                                           |       |
| Férfi páros  | Kriston Zsolt, Molnár János Bp. Spartacus                       |       | Asztalos István, Horváth Zoltán Ganz-MÁVAG VSE            |       | Nozicska József, Frank Béla BVSCKlampár Tibor, Kaiser József Bp. Spartacus                                                       |       |
| Női páros    | Balogh Ilona, Bolvári Ildikó Tolnai Vörös Lobogó                |       | Bátorfi Csilla, Bolvári Katalin Tolnai Vörös Lobogó       |       | Benke Mariann, Faragó Judit Bp. SpartacusOláh Zsuzsa, Magos Judit Statisztika Petőfi SC                                          |       |
| Vegyes páros | Kriston Zsolt, Oláh Zsuzsa Bp. Spartacus, Statisztika Petőfi SC |       | Amrein Béla, Faragó Judit Győri Elektromos, Bp. Spartacus |       | Káposztás Zoltán, Balogh Ilona Bp. Spartacus, Tolnai Vörös LobogóSzosznyák Attila, Bolvári Katalin DÉLÉP SC, Tolnai Vörös Lobogó |       |